# Edward Bryant
Edward Winslow Bryant Jr., född 27 augusti 1945 i White Plains, New York, död 10 februari 2017 i Denver, Colorado, var en amerikansk science fiction- och skräckförfattare. Han belönades 1978 med Nebulapriset för novellen Stone och 1979 för novellen giANTS.

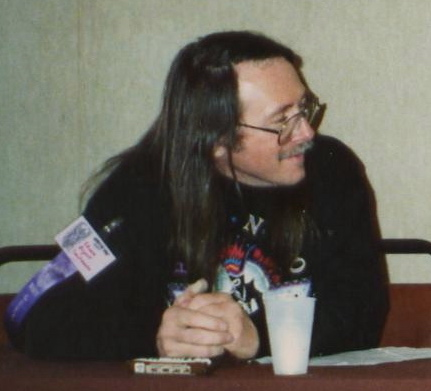
Ed Bryant, 1989.

## Författarskap
Bryant, som föddes i delstaten New York men växte upp på en boskapsfarm i Wyoming, har starka band till sin barndomsstat vilket bekräftas i hans samling Wyoming Sun. Han gick i skola i Wheatland och avlade 1968 sin examen (Master of Arts) i engelska från University of Wyoming. Hans författarkarriär började i och med hans deltagande i författarkursen Clarion Workshop 1968. Hans berättelser, vars pratsam yta dolde tämligen mörka realiteter, hyllades 1973. Dessa realiteter är tidvis klart apokalyptiska, medan andra berättelser för fram ett glatt och hoppfullt budskap.
I början av sitt författarskap utvecklade han en långvarig bekantskap med Harlan Ellison, vilket ledde till samarbeten som romanen Phoenix Without Ashes, baserad på Ellisons manus till The Starlosts pilotavsnitt. Han sammankopplas ibland med Ellisons antologiserie Dangerous Visions, som understödde den nya vågen inom science fiction.
När Bryant 1972 flyttade till Denver grundade han författarskolan Northern Colorado Writers Workshop. Skolan har vaskat fram många framträdande författare, som Steve Rasnic Tem, Melanie Tem, John Dunning, Wil McCarthy, Bruce Holland Rogers, Dan Simmons och Connie Willis. Han har dessutom understött ett antal andra skrivarkurser genom åren, för såväl amatörer som för professionella skribenter. Även om han främst är känd som författare är hans främsta gärning den uppmuntran, handledning och det mentorskap han har givit andra författare.
Bryants skräcknovell "Dark Angel", vilken förekommer i Kirby McCauleys antologi Dark Forces, handlar om den nutida häxan Angela Black, vars namn (Angela=Ängel Black=Svart) avspeglar hennes moraliska tvetydighet. Hon återkommer som berättaren i Bryants kortroman Fetish.
Han var mest känd som novellförfattare, men han skrev även poesi, fakta, recensioner, kritik samt var redaktör för ett e-zine. Han skrev även TV-manus för TV-kanalerna CBS, Lifetime Television och Disney Channel, skrev filmmanus, samt agerade i filmer som The Laughing Dead (1988) och Ill Met by Moonlight (1994). Han arbetade fram till sin död som förlagsredaktör för Wormhole Books.

## Priser och utmärkelser
Edward Bryant vann Nebulapriset två gånger för sina noveller Stone (1978) och giANTS (1979).